# Лерхе, Герман Германович
Ге́рман Ге́рманович Ле́рхе (16 декабря 1868, по другим данным 1869 — 13 октября 1963) — российский политический деятель, член III Государственной думы от Санкт-Петербурга.

## Семья и образование
Сын Германа Густавовича Лерхе (умер в 1903), видного чиновника Министерства финансов, тайного советника и члена совета Государственного банка.
Окончил Александровский лицей (1890; с золотой медалью).

## На государственной службе
С 1890 был причислен к Министерству юстиции. С 1891 служил в Особенной канцелярии по кредитной части Министерства финансов. Участвовал в работах по конверсии займов и введению золотой валюты (при министре финансов С. Ю. Витте). Неоднократно командировался по служебным делам в европейские столицы; в 1894—1895 сопровождал члена совета министра финансов Д. Ф. Кобеко в поездке в Закаспийскую область, Туркестан, Бухару. С 1895 служил в Государственном банке (помощник правителя канцелярии, с 1897 — помощник директора Петербургской конторы). Участвовал в реформе Государственного банка.
С 1901 — чиновник особых поручений сверх штата Собственной Его императорского величества канцелярии по делам учреждений императрицы Марии. После начала Русско-японской войны направлен на Дальний Восток: с апреля 1904 — начальник 6-го летучего отряда Красного Креста, уполномоченный Красного Креста при войсках 1-го Сибирского корпуса; награждён орденом св. Владимира 3-й степени «за отличия в делах против японцев». Во время войн редко выезжал в тыл, обычно находился на передовых позициях российских войск.
С 1903 по 1905 год был членом правления Санкт-Петербургского частного коммерческого банка. С марта 1905 — старший инспектор Государственного банка. С 1905 — статский советник, с 1906 — камергер Двора. Гласный Петербургской городской думы и уездного земского собрания.

## Политическая деятельность
Участник земского-городского съезда в Москве 6-11 ноября 1905 года.
Был одним из основателей партии «Союз 17 октября», с ноября 1905 был членом её Центрального комитета, товарищ председателя Центрального комитета. Был казначеем партии, активно участвовал в организации её избирательных кампаний.
В 1907—1912 — член III Государственной думы от Петербурга (первая городская курия), председатель финансовой комиссии (занималась налоговыми и банковскими вопросами), член бюджетной комиссии. Во время парламентского кризиса в марте 1911 года, вызванного введением в земства в шести западных губерниях в порядке 87-й статьи Свода основных государственных законов Российской империи (то есть в обход Государственной думы), Лере выступал как противник действий правительства П. А. Столыпина, защитник законности и конституционных прав Думы. При обсуждении налоговой политики отстаивал в Думе поправки, выгодные промышленникам.
В 1912 баллотировался в IV Государственную думу, но в условиях снижения популярности октябристов избран не был.
С 1 ноября 1907 года одновременно с деятельностью в Думе был попечителем детских приютов при Главном комитете для сбора пожертвований в пользу приютов Ведомства учреждений императрицы Марии. В годы Первой Мировой войны — особоуполномоченный Российского общества Красного Креста.

## Предприниматель
Активно занимался менеджерской деятельностью: занимал посты директора Русско-Персидского горнопромышленного общества, председателя правления Общества либавских железоделательных и сталелитейных заводов, члена правления Товарищества Петербургского вагоностроительного завода.

## Семья
Женат на Ольге Михайловне Лермонтовой, внучке адмирала Михаила Лермонтова. Третий муж Ольги Михайловны.

## Эмигрант
После прихода к власти большевиков покинул Россию. В эмиграции жил во Франции.